# André Gide
André Paul Guillaume Gide (Paris, 22 de novembro de 1869 – Paris, 19 de fevereiro de 1951) foi um escritor francês.
Recebeu o Nobel de Literatura de 1947. Oriundo de uma família da alta burguesia, foi o fundador da Editora Gallimard e da revista Nouvelle Revue Française. Gide não somente era homossexual assumido, como também falava abertamente em favor dos direitos dos homossexuais, tendo escrito e publicado, entre 1910 e 1924, um livro destinado a combater os preconceitos homofóbicos da sociedade de seu tempo, Corydon.
Liberdade e libertação recusando restrições morais e puritanas, a sua obra articula-se ao redor da busca permanente da honestidade intelectual: como ser igual a si mesmo, ao ponto de assumir a sua pederastia e a sua homossexualidade. Entre as suas obras mais importantes estão Os Frutos da Terra, a já mencionada Corydon, A Sinfonia Pastoral, O Imoralista e Os Moedeiros Falsos.

## Biografia

### Infância
André Gide nasceu no dia 22 de Novembro de 1869 em Paris, filho de Paul Gide, um professor de direito na Universidade de Paris, e de Juliette Rondeaux. O pai, natural de Uzés, descendia de uma austera família protestante. A mãe era filha de burgueses ricos de Rouen, originalmente católicos, mas convertidos ao protestantismo. A infância de Gide foi marcada por uma alternância de residência entre a Normandia (em Rouen) e La Roque, junto da família materna, e Uzés, na casa da sua avó paterna, onde se apaixona fortemente pela paisagem campestre. Gide atribuirá grande importância a estas influências contraditórias, exagerando o seu carácter de antitético.
Em Paris, os Gide residiram sucessivamente na rue de Médicis e, posteriormente, na rue de Tournon (a partir de 1875), junto ao Jardim do Luxemburgo. Não muito longe, instalou-se Anna Shackleton, uma devota escocesa, que seria governanta e professora de Juliette, que acabaria por lhe dedicar uma amizade indefectível. Anna, pela sua delicadeza, jovialidade e inteligência, tem um papel importante na infância do jovem Gide. Evocada em Porte Étroite e em Si le grain ne meurt, a sua morte em 1884 marcará André profunda e dolorosamente.
O jovem André inicia a sua aprendizagem do piano, que será a companhia de toda a sua vida. Pianista nato, Gide lamentará nunca ter tido professores que o tivessem transformado num verdadeiro músico. Em 1877, é admitido na École Alsacienne, um internato, iniciando uma escolaridade irregular e descontínua. Com efeito, é rapidamente suspenso por três meses por se ter deixado levar pelos seus "maus hábitos" durante o período escolar. Pouco depois do seu regresso à escola — "curado" pelas ameaças de castração de um médico e pela tristeza dos seus pais — a "doença" reincide: a masturbação, a que ele chama "vício" e que pratica sem deixar de se sentir pecador e tristemente defeituoso, rapidamente retomará o seu lugar entre os seus hábitos levando-o a escrever, aos 23 anos, que viveu até essa idade "completamente virgem e depravado".
A morte do seu pai, em 28 de Outubro de 1880, afasta-o um pouco mais da escolaridade normal. Já marcado pela morte de uma jovem prima, Émile Widmer, que lhe provoca profunda crise de angústia, André perde, com a morte do seu pai, um relacionamento feliz e terno que o deixa só face à sua mãe "E senti-me de repente todo envolvido por esse amor, que infelizmente se encerrou em mim". Juliette Gide, muitas vezes descrita como uma mãe rigorosa e castradora, não deixa de amar profundamente o seu filho, amor que este retribui. Acompanhá-lo-á constantemente no seu caminho de desenvolvimento intelectual — pronta a prestar-se ao contraditório — e revelará uma agilidade espiritual bem superior á que seria de esperar de uma jovem Rondeaux.
Durante o ano de 1881, Juliette Gide leva-o para a Normandia onde o entrega aos cuidados de um professor pouco inspirado. André conhece um segundo período de grande depressão (Schaudern): "Não sou igual aos outros! Não sou igual aos outros!". Vai depois para Montpellier, para junto do seu tio Charles Gide. Perseguido pelos seus colegas, Gide escapa do liceu graças a uma doença nervosa mais ou menos simulada. Depois de uma sequência de curas, é reintegrado na École alsacienne em 1882, onde é assolado por violentas enxaquecas, seguindo-se uma alternância entre Paris e Rouen e entre um conjunto de professores particulares de eficácia variável.

### As vocações

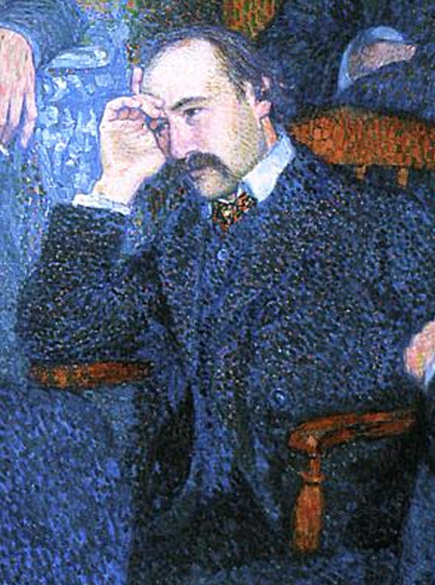
Portrait d'André Gide par Théo van Rysselberghe
Détail de La Lecture par Emile Verhaeren.

Durante uma das suas estadas em Rouen, no Outono de 1882, descobre a mágoa secreta da sua prima Madeleine em relação às relações adúlteras da sua mãe. Afundado em emoção, Gide descobre "um novo oriente para a (sua) vida". Nasce então uma relação longa e tortuosa. Gide deixa-se fascinar por esta rapariga, pela sua consciência do mal, pelo seu feito rígido e conformista; um conjunto de diferenças que o fascina. Constrói da sua prima, pouco a pouco, uma imagem de perfeição pela qual se apaixona, de forma puramente intelectual, mas não menos ardente.
A partir de 1883, tem aulas particulares com Madame Bauer, com quem descobre, entre outros, o Journal d'Amiel, que o incentiva a escrever o seu próprio diário intimo. O seu primo, Albert Démarest, pela sua atenção bondosa e aberta, tem também um papel importante junto de Gide, conseguindo que a a sua mãe reticente lhe conceda acesso à biblioteca paternal.
Entre 1885 e 1888, o jovem André vive um período de exaltação religiosa — qualificada de "estado seráfico" — que ele partilha com a sua prima graças a uma correspondência alimentada por leituras comuns. Consulta abundamentemente a Bíblia, os autores gregos e pratica o ascetismo. Em 1885, trava conhecimento em La Roque com François Witt-Guizot, que associa durante algum tempo ao seu misticismo. No ano seguinte, é o pastor Élie Allégret, seu professor de Verão, que se torna seu amigo.
Em 1887, regressa à École alsacienne para aprender retórica e conhece Pierre Louys, com quem se envolve numa amizade apaixonada, que gravita em redor da literatura e do seu desejo comum de escrever. No ano seguinte, enquanto prepara o exame de filosofia no liceu Henri-IV, Gide descobre Schopenhauer. Passa a frequentar os salões literários de Paris, onde conhece numerosos escritores. O seu primeiro trabalho, Les Cahiers d'André Walter, com o qual espera obter o primeiro sucesso literário e a mão da sua prima, obtém críticas favoráveis e atrai a atenção do público.
Os Cahiers proporcionam-lhe conhecer Maurice Barrès (de o Culte du moi, não o de Déracinés, a quem se oporá) e Mallarmé, que catalisará a transformação do misticismo religioso de Gide em misticismo ético. O despontar de uma amizade duradoura com Paul Valéry é acompanhada da deterioração das relações com Pierre Louys, que o acusa, tal como a sua prima, de egocentrismo. Madeleine, entretanto, recusa o casamento e afasta-se inquietamente dele. Inicia-se então uma longa luta para vencer a sua resistência e convencer a família, que também se opõe à união. No seu conjunto, Gide classifica este período de frequência assídua e vã dos salões como uma "selva obscura" que o deprime.

### A "tentação de viver"
Em 1891, pouco depois de ter escrito o Traité du Narcisse, conhece Oscar Wilde, personalidade que tanto o assusta como o fascina. Para Gide, que começa a afastar-se de André Walter, do seu ideal ascético, da rejeição da vida, Wilde é o exemplo vivo de uma alternativa.
Na Primavera de 1892, uma viagem pela Alemanha, sem a sua mãe, é a ocasião para aprofundar o seu conhecimento sobre Goethe. Gide começa então a pensar que "é um dever ser feliz". Nas Élégies romaines, Gide descobre a legitimidade do prazer — em oposição ao puritanismo que sempre havia conhecido — que resulta para ele numa "tentação de viver". É então que começam as tensões com a sua mãe, que continua decidida em defender as pretensões do filho em relação a Madeleine, contra o resto da família Rondeaux e da própria, determinados em não permitir o casamento entre os primos.
Durante o Verão de 1892, escreve a Voyage d'Urien. Após a publicação, o livro é ignorado pela crítica e os encorajamentos dos amigos próximos são pouco convincentes. No Outono, depois de uma breve passagem pelas casernas e cinco juntas, Gide é considerado inapto para o serviço militar. O ano seguinte é marcado pelo nascimento de uma nova amizade, inicialmente apenas epistolar, com Francis James, que o apresentou a Eugène Rouart.
É, contudo, uma outra amizade, com Paul Laurens, que terá um papel decisivo na sua vida. O jovem pintor, aproveitando uma bolsa de estudo, irá fazer uma viagem de um ano e convida Gide a acompanhá-lo. O périplo, descrito em Si le grain ne meurt, será para Gide a ocasião para a libertação moral e sexual que ele sempre ansiara. Partem em Outubro de 1893 para uma viagem de nove meses, passando pela Tunísia, Argélia e Itália. Gide adoece logo à partida, e vai piorando à medida que vão na direcção do sul da Tunísia. É neste contexto, em Sousse, que descobre o prazer com um jovem rapaz, Ali. Paul e André instalam-se depois em Biskra, na Argélia, onde a sua iniciação continua nos braços da jovem Mériem. A intrusão súbita de Juliette Gide, inquieta pela saúde so seu filho, vem romper a sua intimidade, até que a viagem prossiga sem ela, em Abril de 1894. Depois de uma passagem rápida por Siracusa, descobrem Roma que Gide, ainda adoentado, aprecia pouco, e Florença.
Enquanto Paul Laurens regressa a França, Gide ruma à Suíça para consultar o Doutor Andreae, que lhe diagnostica uma doença essencialmente nervosa e lhe dá esperança na cura. Depois de uma passagem por La Roque, Gide regressa à Suíça e instala-se em La Brévine, que servirá de cenário a La Symphonie pastorale. Aí escreve Paludes e planeia Les nourritures terrestres.

### O casamento

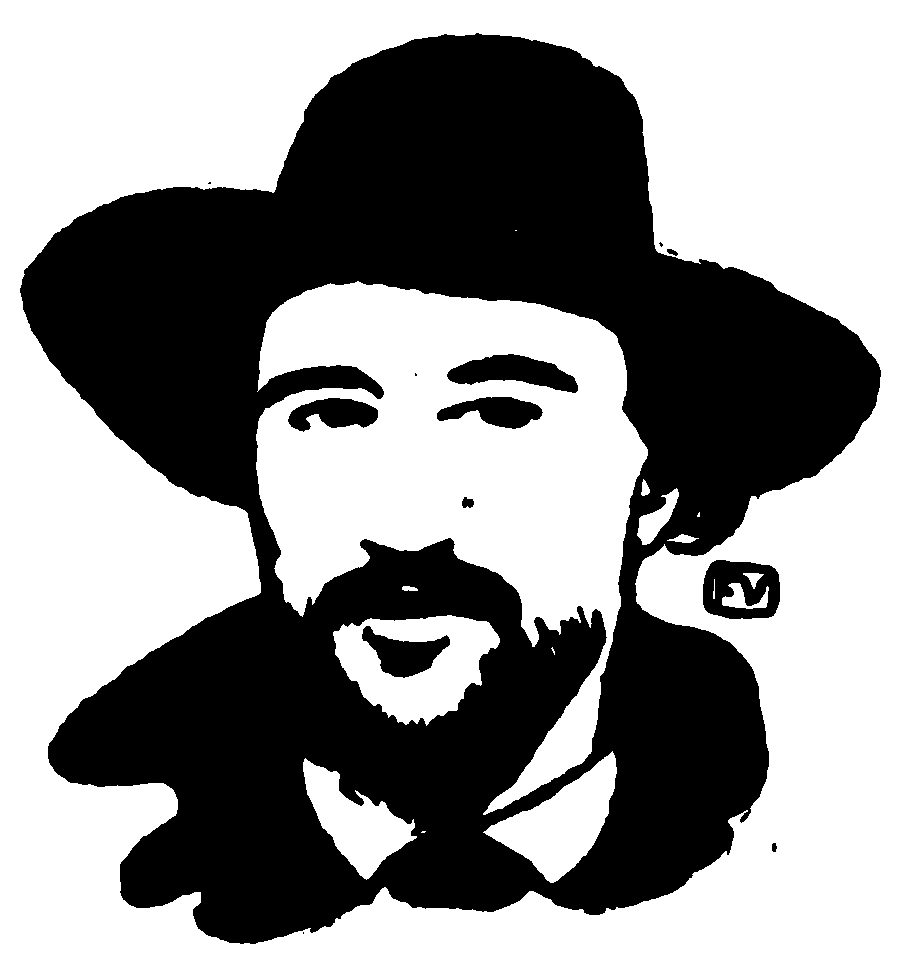
Portrait d'André Gide
por Félix Valloton
em Le Livre des masques
de Remy de Gourmont (1898).

O ano de 1895 inicia-se para André Gide com uma segunda viagem à Argélia, onde encontra de novo Wilde acompanhado de Lord Alfred Douglas ("Bosie") e onde acontece uma outra noite decisiva na companhia de um jovem músico. A correspondência com a sua mãe regista uma oposição entre ambos cada vez mais veemente. No entanto, no seu regresso a França, a situação está tranquila. Madeleine, que revê nessa altura, reaproxima-se finalmente dele e a morte da sua mãe, Juliette, em 31 de Maio de 1895 — que marca simultaneamente um momento de grande dor mas também de libertação — precipita os acontecimentos. O noivado é anunciado em Junho e o casamento, que nunca será consumado, é marcado para Outubro. Durante a viagem de núpcias de sete meses, André, apesar de bem de saúde, sente-se incessantemente travado pela esposa doentia. Na Suíça, trabalha em Les Nourritures terrestres, que havia começado em Biskra. Escreve também um pósfacio para Paludes, declarando encerrado, de forma satírica, o período simbolista e considerando as Nourritures a nova via. Gide manterá futuramente o hábito de imaginar as suas obras como balizas no seu caminho, escritas em reacção umas às outras e impossíveis de compreender completamente senão através de uma leitura conjunta.
A viagem dos recém-casados prossegue em Itália e, novamente, na Argélia onde, em Biskra, os Gide recebem a visita de Francis James e de Rouart. De regresso a França, na Primavera de 1896, Gide descobre que foi eleito presidente da municipalidade de La Roque. Exerce o seu mandato recusando-se a filiar-se politicamente, tal como recusará sempre pertencer a uma determinada escola literária. No Verão, escreve El Hadj (publicado na revista Centaure) e termina Les Nourritures. Publicado em 1897, este livro recebe um acolhimento elogioso, embora tanto no que respeita aos temas de fundo (Francis James e outros censuram o seu individualismo e a sua alegria indecente) quanto à forma, a crítica tenha tido dificuldade de compreender a estrutura da obra, com a notável excepção de Henri Ghéon. Os dois homens acabam por criar uma amizade profunda que durará até a conversão ao catolicismo de Ghéon, em 1916.

### Teatro e crónicas
Durante o Inverno de 1898, Gide começa a interessar-se pelo caso Dreyfus. Subscreve a petição de apoio a Zola, mas recusa romper o diálogo com os que, de entre os que o rodeiam, tomam o partido contrário. Sem transigir, esforça-se por compreender, senão mesmo convencer, os seus adversários. Uma estadia de dez semanas em Roma — de que ele finalmente começa a gostar — é marcado pela descoberta de Nietzsche, onde revê os seus pensamentos mais secretos: "O grande reconhecimento que lhe devoto é o de ter aberto uma estrada real onde eu não ousei, talvez, traçar mais que uma vereda".
Trabalha na peça de teatro Saül. Contraponto de Nourritures, esta obra deve revelar o perigo de uma disposição exagerada à abertura, o risco da dissolução da personalidade. Uma vez terminada a peça, Gide tenta obstinadamente, mas em vão, levá-la à cena, o que explica a sua publicação tardia em 1903.
O ano de 1898 traduz-se igualmente numa actividade cada vez mais sustentada de crítico e cronista, especialmente na L'Ermitage, revista em que desempenha um papel proeminente, embora não seja o seu director. Escreve sobre Nietzsche, faz o elogio fúnebre de Mallarmé e responde aos Déracinés de Barrès. É, no entanto, na revista Revue Blanche que publica Philoctète. Pouco depois, a publicação de Prométhée mal enchaîné, mal compreendido pela crítica, passa despercebido.
Na Primavera de 1899, Gide aproxima-se do casal van Rysselberghe. Os Cahiers de la Petite Dame (Maria van Rysselberghe), iniciados em 1918, e que Gide desconhecia, prosseguiram até à sua morte, e constituem um testemunho precioso para os seus biógrafos. No ano seguinte, Gide inicia uma colaboração regular com a La Revue Blanche. Finalmente, em 1901, consegue encenar uma das suas peças de teatro, mas a estreia de Roi Caudaule (escrita em 1899) é um desastre. A peça é demolida pela crítica e Gide passa, a partir daí, a desdenhar o grande público e o teatro.

### DeL'immoralisteaPorte étroite
Em 1902, L'immoraliste obtém maior sucesso mas o autor, rapidamente associado pela crítica ao personagem Michel, sente-se incompreendido. Segundo ele, Michel não passa de uma virtualização dele próprio, de que ele se purga escrevendo. Depois de L'Immoraliste, segue-se um período vazio que se prolonga até à publicação de La Porte étroite en 1909. Nesse período, tem dificuldade em escrever, publicando apenas Prétextes (colectânea de críticas, em 1903), 'Amyntas (em 1906, sem nenhum impacto na crítica) e o Retour de l'enfant prodigue (1907). Publica igualmente uma homenagem a Oscar Wilde em 1902: a batalha assim iniciada para preservar a memória do romancista contra as críticas hipócritas de Bosie prosseguirá com Si le grain ne meurt.
Durante estes anos novas amizades se criam ou se aprofundam (com Jacques Copeau, Jean Schlumberger, Charles du Bos). Outras diluem-se progressivamente, como com James, após a conversão por Paul Claudel, mesmo se as dissensões entre os dois amigos já precediam a conversão. Gide é também abordado por Claudel, que se apelida a si próprio de "zelota" e de "fanático". A tentativa de Claudel é mal sucedida uma vez que Gide parece preferir apenas viver a experiência da fé através de Claudel, por empatia, ao invés de se converter. É também durante este período, depois de ter vendido La Roque em 1900, que Gide manda construir a sua mansão em Auteuil, que classifica de inabitável, pela qual Madeleine se apaixona imediatamente, e na qual Gide viverá vinte e dois anos (de 1906 a 1928).
O fim do decénio é marcado por um regresso à escrita, com La Porte étroite, e pela criação da NRF (Nouvelle Revue Française). La Porte étroite é o primeiro livro de Gide que lhe traz alguns proveitos financeiros. A crítica não o elogia e Gide sente-se, uma vez mais, incompreendido. Tal como já o haviam associado antes a Michel, associam-no agora a Alissa, embora o seu esforço de empatia para com a sua heroína não constitua uma aprovação. A dimensão irónica e crítica da obra passa generalizadamente despercebida.
No que respeita à NRF, se Gide não é oficialmente o director, é na prática o chefe, rodeado por Jean Schlumberger e Jacques Copeau. Em 1911, o grupo associa-se à Gaston Gallimard para obter o apoio de uma editora para a revista. Isabelle será um dos primeiros títulos do catálogo.

### Corydon

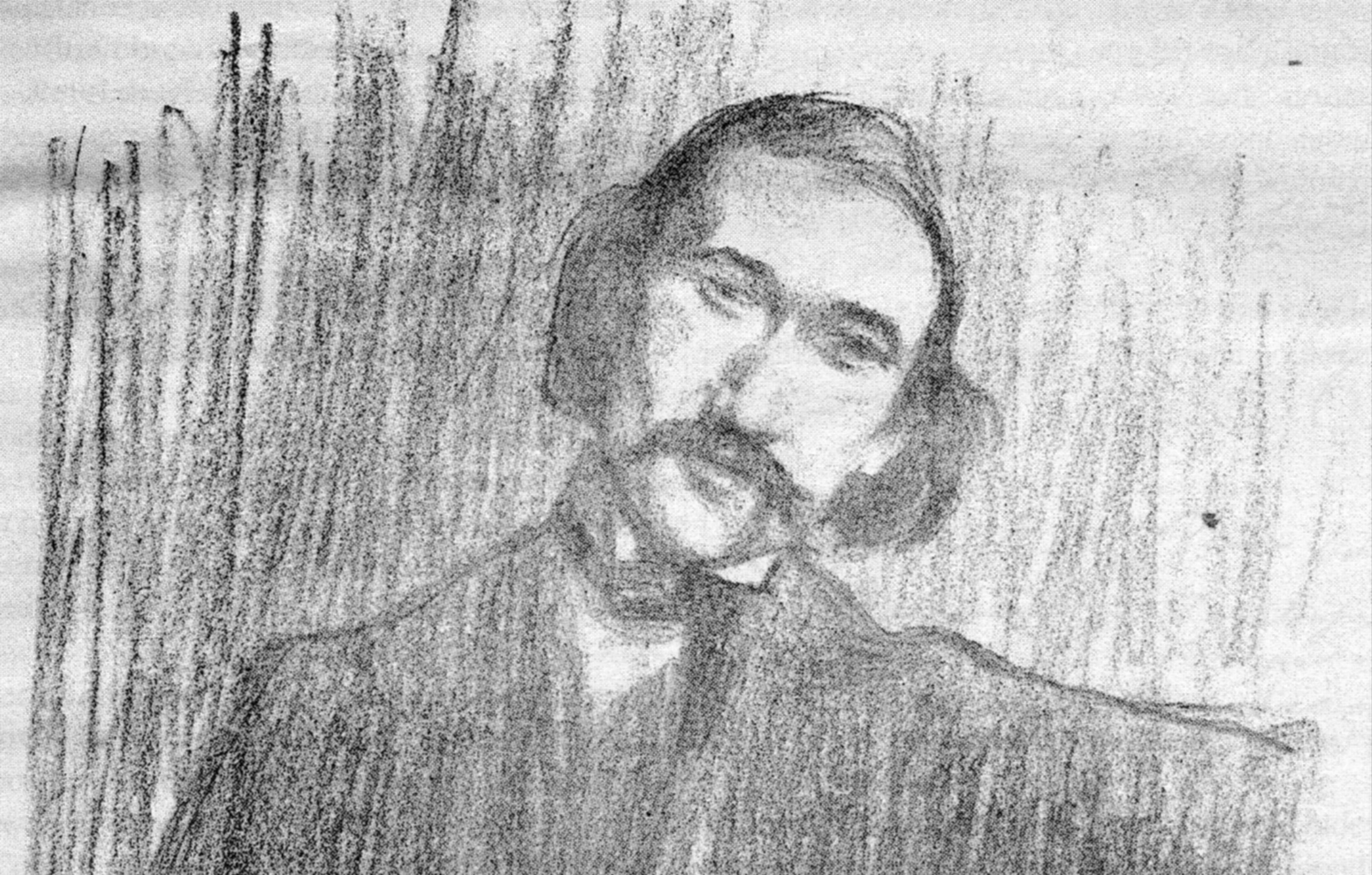
Retrato por Henry Bataille.

É neste período que Gide começa a escrever Corydon, um ensaio socrático que tem por objectivo combater os preconceitos sobre a homossexualidade e a pederastia. A sua decisão de escrever este ensaio é subsequente ao processo Renard, em que um homem é acusado de morte, menos pelos factos existentes contra si que pelos seus "costumes inenarráveis". Os amigos a quem Gide submete o rascunho do tratado assustam-se com o possível escândalo e advertem-no em relação ao impacto que poderá ter tanto na sua vida pública como privada, de tal forma que Gide apenas manda imprimir os dois primeiros capítulos anonimamente e discretamente, em 1910. Completará a sua obra em 1917-18, mas apenas a publicará no seu nome em 1924.
O ano de 1913 é marcado pelo nascimento de uma nova e profunda amizade, unindo Gide a Roger Martin du Gard, após a publicação de Jean Barois pela Gallimard. Amigo fiel e crítico desprovido de indulgência, Roger Martin du Gard manter-se-á no círculo de relações próxima de Gide até à morte deste.
No ano seguinte, a publicação de Les Caves du Vatican, concebido como um "livro surpreendente, cheio de falhas, de buracos, mas também de divertimento, de bizarrias e de sucessos parciais", é um insucesso. O livro aborrece em particular Paul Claudel, que aí descobre tons pederastas. Depois de exigir a Gide que se explique, passa a recusar qualquer colaboração com ele. Progressivamente afastado da direcção efectiva da NRF, abandonado a Jacques Rivière e Gaston Gallimard, Gide fica sem trabalho nos inícios da Primeira Guerra Mundial. Depois de um primeiro instinto nacionalista, desenvolve uma reflexão sobre a complementaridade possível entre a França e a Alemanha, visão do futuro de uma Europa cultural que defenderá a partir do fim da guerra (encontros com Walter Rathenau).
O ano de 1916 assiste a uma nova tentativa de conversão ao catolicismo, após crise provocada pela conversão de Henri Ghéon. Para Gide, o problema é mais moral que religioso: Gide hesita entre um paganismo que lhe permite afirmar-se na alegria e uma religião que lhe proporciona as ferramentas para combater o seu pecado. Esta sua reflexão resulta na escrita de Numquid et tu. No final, a conversão falha, pela rejeição da instituição eclesiástica, pela recusa de substituir uma verdade pessoal por uma verdade institucional e de abandonar a sua liberdade de pensar. O dogmatismo dos católicos que o rodeiam, como Paul Claudel, afasta-o também dessa via. Para seguir o seu caminho, começa a redacção de Si le grain ne meurt.
O ano seguinte é bem diferente. Em Maio (de 1917), Gide inicia uma relação como o jovem Marc Allégret. O amor e o desejo, que até então haviam seguido vias separadas, vibram desta vez em uníssono no coração e no corpo. Ao mesmo tempo que retoma a escrita de Corydon, Henri Ghéon afasta-se definitivamente. Em 1918, é Madalena que se desliga dele. Enquanto viaja na Inglaterra com Marc, um problema confirma as dúvidas que ela conseguia ainda calar. Queima as cartas do marido e recolhe-se na sua casa de Cuverville. Gide, a quem a destruição da sua correspondência deixara inconsolável ("Sofro como se ela tivesse assassinado o nosso filho"), torna-se o espectador impotente do lento estiolar da mulher que ainda era o suporte da sua vida. Este drama dá-lhe, no entanto, uma nova liberdade: a de publicar Corydon e as suas memórias.

### A glória e o seu preço
No seio de uma NRF dividida (a editora que suportava a revista passou a ser a Librairie Gallimard), Gide mantém a função simbólica de figura tutelar. Para além de autor, é também responsável pela descoberta de novos talentos e por facilitar a colaboração entre escritores já estabelecidos e jovens promessas (Louis Aragon, André Breton, Henry de Montherlant). Na década de 1920, a sua reputação não pára de aumentar: a sua voz, que fala de mudança dos espíritos sem invocar a palavra revolução, é escutada com grande respeito. O seu papel de guia da juventude é-lhe reconhecido, ora com entusiasmo, ora com consternação. Gide conserva a impressão de que atingiu a celebridade sem nunca ter sido lido nem compreendido.
A sua influência traz-lhe ataques virulentos da direita católica (Henri Massis, Henri Béraud), que lhe censura os seus valores morais, o seu intelectualismo, a hegemonia da NRF sobre a literatura e, até, sobre a língua francesa. Gide, firmemente apoiado por Roger Martin du Gard, defende-se pouco pessoalmente mas defende tenazmente a NRF. Vários intelectuais de direita (Léon Daudet, François Mauriac), que o admiram apesar das divergências mútuas, recusam-se a participar nessa campanha contra Gide, embora não saiam a defendê-lo. Com a publicação de Corydon, que apenas havia sido objecto de uma edição limitada para amigos, Gide fornecerá argumentos aos seus inimigos. Mas Gide prefere encarar de frente a sua situação e deixar cair a máscara, recordando-se do caso doloroso de Oscar Wilde. No entanto, o livro é recebido com indiferença, por ser demasiado explícito, porque a opinião pública, sempre pronta a levantar novos tabus, ainda não está capaz de afrontar este. O escândalo chegará apenas dois anos mais tarde com Si le grain ne meurt.

### Paternidade
No entanto, a vida de Gide foi perturbada por um outro acontecimento: o nascimento de Catherine Gide (Abril de 1923) faz dele um pai, com a cumplicidade de Elisabeth van Rysselberghe, filha de Maria, a quem tinha escrito: "Não me resigno a ver-te sem filhos e a não ter, eu mesmo, um". Catherine apenas será reconhecida oficialmente pelo seu pai depois da morte de Madeleine, de quem este nascimento havia sido cuidadosamente escondido.
Gide ocupa-se igualmente da instalação de Marc Allégret, criando assim uma família alargada, à margem dos costumes e normas, que reside com ele na rue Vaneau, após a venda da villa Montmorency, em 1928. Na nova residência, um quarto é dedicado a Madeleine e à sua ausência presente, que muito lhe pesa. Les Faux-Monnayeurs, publicado em 1925, é o primeiro livro que não se centra em Madeleine. Pese embora a modernidade da única obra que ele próprio classificou de romance, Gide teme que esta seja antiquada e sofre de apatia, de que recupera apenas na sua viagem ao Congo com Marc Allégret.

### A questão colonial
Durante esse périplo de onze meses, Gide reencontra o prazer do exotismo e do gosto pela história natural. Mas o que deveria constituir apenas uma viagem de esteta, ganha outro pendor face à realidade do colonialismo. Gide revolta-se contra a prática do ideal colonial, denunciando erros administrativos e inexperiência. A sua curiosidade leva-o a compreender a perversidade de todo o sistema colonial, incluindo o recuo voluntário da administração pública para abrir caminho ao livre arbítrio das companhias coloniais. Apercebe-se igualmente que os dirigentes parisienses não só não desconhecem essas práticas, mas que as chegam a caucionar. Gide envia o seu testemunho a Blum, que o publica no Le Populaire (Voyage au Congo será publicado pela NRF em 1927). A direita e as companhias acusadas reagem acusando o escritor de não ter competência para julgar o colonialismo, o que é corroborado por alguns inquéritos administrativos de averiguação. Um debate na Assembleia Nacional termina com diversas promessas do Governo. Gide teme que a opinião pública esqueça rapidamente o assunto, mas recusa-se a tomar uma posição de princípio sobre a questão colonial: o tempo do combate político ainda não havia chegado.

### Combate e desilusão
As conversões ao catolicismo multiplicam-se em redor de Gide (Jacques Copeau, Charles Du Bos). Muitos esperam com impaciência a sua capitulação. O desejo de ver tombar a cidadela inexpugnável é reforçado por Gide ter inegáveis raízes cristãs e por se movimentar nos mesmos terrenos que eles: os terrenos da moralidade e da espiritualidade. Cansado destes ataques e tentativas de sedução, Gide replica publicando Nouvelles Nourritures terrestres (1935).
Pese embora a composição deste evangelho à alegria, Gide sofre, na década de 1930, um certo sufoco que afecta a sua escrita, os seus amores e as suas viagens, que ele sente agora mais como curiosidade do que como paixão. O contacto com Pierre Herbart – futuro general Le Vigan, que desposa Élisabeth van Rysselberghe em 1931 -– e Bernard Groethuysen, desperta-lhe o interesse pelo comunismo, entusiasmando-o pela experiência russa na qual vê uma esperança, um laboratório para o homem novo, nos planos moral, psicológico e espiritual.
Ao comprometer-se com esta solução, Gide cede também à tentação de deixar o purismo estético e de utilizar a influência que ganhou. A sua tomada de posição não é compreendida pelos que lhe estão próximos. Roger Martin du Gard aceita mal que uma vida ocupada no combate aos dogmas desemboque num "acto de fé". Embora Gide coloque em risco a fama alcançada, não traz à causa nada mais que o seu nome, uma vez que nunca se sentirá confortável em reuniões políticas. Mas também é só o seu nome que Gide — muito consciente de ser instrumentalizado — compromete, recusando-se a comprometer a sua autonomia no campo literário, como por exemplo, quando não aceita aderir à Associação dos Escritores e Artistas Revolucionários.
Muitos dos seus novos companheiros encaram com desdém esse grande burguês que se junta à sua luta, considerando, a exemplo de Jean Guéhenno, que "o pensamento do Sr. Gide parece frequentemente não ter para ele nenhum custo associado. O Sr. Gide não sofreu o suficiente". Rapidamente, embora aceite presidir a tudo o que se lhe pede para presidir, o seu espírito debate-se contra a ortodoxia comunista. Gide acaba por desenvolver a sua própria visão de um comunismo que concilia equalitarismo com individualismo, evocando nos seus diários "uma religião comunista" que o intimida. Gide participa activamente em diversas acções de luta antifascista. Em 1936, as autoridades soviéticas convidam-no a visitar a União Soviética. Acompanhado de alguns amigos próximos (Jef Last, Pierre Herbart, Louis Guilloux, Eugène Dabit), aceita o convite. As suas ilusões desfazem-se: em vez do homem novo, Gide encontra apenas uma outra forma de totalitarismo. Aceita progressivamente a amarga decepção que partilha com a dos seus companheiros, e decide publicar o seu testemunho, Retour de l’URSS. O Partido Comunista Francês, com Louis Aragon à cabeça, e as autoridades soviéticas tentam impedir a publicação e asfixiar a questão em silêncio. Gide reage com Retouches à mon retour d’URSS, onde não se limita a relatar as suas observações mas escreve um discurso inflamatório contra o estalinismo. "Que o povo dos trabalhadores compreenda que se deixou enganar pelos comunistas, como os que pelos dias de hoje estão em Moscovo". Gera-se então nova onde de ataques contra si: apelidam-no de fascista, empurram-no para a direita. A hora do abandono soou: o homem novo não nasceu na URSS, a política não lhe trouxe o que ambicionava. Mantendo o seu apoio à causa dos republicanos espanhóis (defende, em particular, os militantes caluniados do Partido Operário de Unificação Marxista), depressa se concilia com a sua desilusão (sem cair no anticomunismo odioso ou numa consciência pesada) e tenta voltar a mergulhar na literatura. Afirma estar arrependido de ter "desaprendido a viver", ele que o "sabia tão bem" fazer.
A esse luto político sucede um outro mais pessoal, com a morte de Madeleine, em 17 de Abril de 1938. Depois de haver amaldiçoado o seu esposo, tinha acabado por aceitar o papel distante mas essencial que tinha para ele, bem como o amor tão especial que Gide lhe dedicava. Amor de que ele confessa a estranheza e as dificuldades em Et nunc manet in te, publicado inicialmente em tiragem reservada aos mais íntimos.
Gide parte à descoberta da serenidade perdida. O contexto histórico é, no entanto, pouco favorável. O fim da Guerra de Espanha — "heroísmo ridicularizado, fé traída e vileza triunfante" — enchem o seu "coração de desgosto, de indignação, de rancor e de desespero". A velhice retira-lhe igualmente alguns prazeres: o piano que as suas mãos já não conseguem percorrer suavemente; as viagens pelas quais perde o entusiasmo que ele sabia tão bem partilhar; o desejo que se extingue.

### A Segunda Guerra Mundial
Bastam alguns dias para que Gide passe do apoio à condenação do Marechal Pétain. Rapidamente é acusado pelos jornais colaboracionistas de haver contribuído para a derrota devido à sua má influência sobre a juventude. Os alemães retomam a NRF, agora dirigida por Drieu la Rochelle. Gide recusa-se a ser associado ao comité de direcção. Escreve um texto para o primeiro número mas, apercebendo-se da orientação tomada pela revista, abstém-se de qualquer outra colaboração, tal como François Mauriac. Independentemente das pressões, amigáveis ou não, anuncia no Le Figaro a sua vontade de abandonar a NRF e recusa também um lugar como académico.
Ao ambiente de Paris, prefere um exílio dourado e sereno na Côte d’Azur, publicando apenas ocasionalmente alguns artigos de crítica literária no Le Figaro. A partir de 1942, os ataques que lhe são dirigidos (e também a outros) intensificam-se, sem que ele se possa defender, devido à censura. Só, embarca para Tunis. Durante a ocupação alemã da cidade, constata com profundo desgosto os efeitos do antisemitismo. Mais que outras privações, sofre com o isolamento em que se encontra. Acaba por trocar a Tunis libertada por Argel, onde se encontra com o General de Gaulle. Aceita a direcção (honorária) do l'Arche, uma revista literária criada para fazer frente à NRF.
Após o fim da Segunda Guerra Mundial, decide não regressar directamente a Paris. Teme a "épuration" (a depuração dos colaboracionistas do regime deposto), não tanto por si próprio ou pelos seus amigos próximos, que não se sentiam comprometidos, mas pela perigosa unanimidade criada nessa altura, e que ele considera totalitária. As suas diferenças de atitude e as suas dúvidas, valem-lhe novos ataque de Louis Aragon. Gide permite que Jean Paulhan, Mauriac e Pierre Herbart o defendam publicamente. Quando finalmente decide regressar, em Maio de 1946, tem dificuldade em encontrar o seu lugar num mundo literário super-politizado, ele que sempre desejou uma literatura autónoma. Enquanto Sartre utiliza de bom grado a sua notoriedade para suportar os seus desígnios políticos, Gide recusa assumir a sua, procurando escapar às solicitações. Para se exprimir, prefere a publicação de Thésée às tribunas.

### O fim
A partir de 1947, cessa quase completamente de escrever. Continuando a afirmar alto e forte que não renega nada do seu passado — incluindo Corydon, o seu livro mais engajado e menos conseguido — o escritor anteriormente escandaloso, aceita agora as homenagens de instituições conservadoras (Universidade de Oxford, Nobel de Literatura de 1947). Provas, segundo ele, que tinha razão quando acreditava na "virtude da minoria" que acaba mais cedo ou mais tarde por vencer. Reafirma igualmente o papel do intelectual distante da actualidade. Foi através da literatura que se opôs aos preconceitos da sua época, e a sua influência deve menos às suas opções políticas que à sua arte. Sartre decide seguir outra via: sem deixar de ser literário, não deixa de colocar a literatura no centro da sua actividade política.
A sua principal preocupação é a publicação das duas últimas obras, em especial o seu Journal ("Diário"), que não pretende deixar ao cuidado da sua descendência familiar ou espiritual. Em Julho de 1950, inicia um último caderno, Ainsi soit-il ou Les jeux sont faits ("Assim seja ou Os dados estão lançados"), no qual se esforça por deixar correr a pena. "Creio mesmo que, no momento da morte, diria a mim mesmo: ai está! morreu". Doente déspota rodeado dos seus fiéis admiradores, encaminha-se para uma morte calma, desprovida de angústia e sem os sobressaltos religiosos que afectavam ainda alguns. Morre no dia 19 de Fevereiro de 1951, e é enterrado alguns dias mais tarde em Cuverville, ao lado de Madeleine. A sua obra foi incluída no Index de livros proibidos pelo Vaticano em 1952.

## Obras
- Les Cahiers d'André Walter, L'Art indépendant, 1891.
- Le Traité du Narcisse, L'Art indépendant, 1891.
- Les Poésies d'André Walter, L'Art indépendant, 1892.
- Le Voyage d'Urien, L'Art indépendant, 1893.
- La Tentative amoureuse, L'Art indépendant, 1893.
- Paludes, L'Art indépendant, 1895.
- Réflexions sur quelques points de littérature et de morale, Mercure de France, 1897.
- Les Nourritures terrestres, Mercure de France, 1897.
- Feuilles de route 1895-1896, SLND [Bruxelles, 1897].
- Le Prométhée mal enchaîné, Mercure de France, 1899.
- Philoctète. El Hadj, Mercure de France, 1899.
- Lettres à Angèle, Mercure de France, 1900.
- De l'Influence en Littérature, L'Ermitage, 1900.
- Le Roi Candaule, La Revue Blanche, 1901.
- Les Limites de l'Art, L'Ermitage, 1901.
- L'Immoraliste, Mercure de France, 1902.
- Saül, Mercure de France, 1903.
- De l'Importance du Public, L'Ermitage, 1903.
- Prétextes, Mercure de France, 1903.
- Amyntas, Mercure de France, 1906.
- Le Retour de l'Enfant prodigue, Vers et Prose, 1907.
- Dostoïevsky d'après sa correspondance, Jean et Berger, 1908.
- La Porte étroite, Mercure de France, 1909.
- Oscar Wilde, Mercure de France, 1910.
- Nouveaux Prétextes, Mercure de France, 1911.
- Charles-Louis Philippe, Figuière, 1911.
- C.R.D.N., 1911 (tiragem privada de 12 exemplares).
- Isabelle, NRF, 1911.
- Bethsabé, L'Occident, 1912.
- Souvenirs de la Cour d'Assises, La Nouvelle Revue française (NRF), 1914.
- Les Caves du Vatican, NRF, 1914.
- La Symphonie pastorale, NRF, 1919.
- Corydon, 1920 (tiragem privada de 21 exemplares).
- Morceaux choisis, NRF, 1921.
- Pages choisies, Crès, 1921.
- Numquid et tu… ?, SLND [Bruges, 1922].
- Dostoïevsky, Plon, 1923.
- Incidences, NRF, 1924.
- Corydon, NRF, 1924.
- Caractères, La Porte étroite, 1925.
- Les Faux-monnayeurs, NRF, 1925.
- Si le grain ne meurt, NRF, 1926.
- Le Journal des Faux-Monnayeurs, Éos, 1926.
- Dindiki, 1927.
- Voyage au Congo, NRF, 1927.
- Le Retour du Tchad, NRF, 1928.
- L'École des femmes, NRF, 1929.
- Essai sur Montaigne, Schiffrin, 1929.
- Un Esprit non prévenu, Kra, 1929.
- Robert, NRF, 1930.
- La Séquestrée de Poitiers, Gallimard, 1930.
- L'Affaire Redureau, Gallimard, 1930.
- Œdipe, Schiffrin, Éditions de la Pléiade, 1931.
- Divers, Gallimard, 1931.
- Perséphone, Gallimard, 1934.
- Pages de Journal 1929-1932, Gallimard, 1934.
- Les Nouvelles Nourritures, Gallimard, 1935.
- Nouvelles Pages de Journal 1932-1935, Gallimard, 1936.
- Geneviève, Gallimard, 1936.
- Retour de l'U.R.S.S., Gallimard, 1936.
- Retouches à mon Retour de l'U.R.S.S., Gallimard, 1937.
- Notes sur Chopin, Revue Internationale de Musique, 1938.
- Journal 1889-1939, NRF, 1939.
- Découvrons Henri Michaux, Gallimard, 1941.
- Théâtre : Saül, Le Roi Candaule, Œdipe, Perséphone, Le Treizième Arbre, Gallimard, 1942.
- Interviews imaginaires, Éd. du Haut-Pays, 1943.
- Pages de Journal 1939-1942, Schiffrin, 1944.
- Thésée, New York : Pantheon Books, J. Schiffrin, 1946.
- Souvenirs littéraires et problèmes actuels, Les Lettres Françaises, 1946.
- Le Retour, Ides et Calendes, 1946.
- Paul Valéry, Domat, 1947.
- Poétique, Ides et Calendes, 1947.
- Le Procès, Gallimard, 1947.
- L'Arbitraire, Le Palimugre, 1947.
- Préfaces, Ides et Calendes, 1948.
- Rencontres, Ides et Calendes, 1948.
- Les Caves du Vatican (farce), Ides et Calendes, 1948.
- Éloges, Ides et Calendes, 1948.
- Robert ou l'Intérêt général, Ides et Calendes, 1949.
- Feuillets d'automne, Mercure de France, 1949.
- Anthologie de la poésie française, NRF, 1949.
- Journal 1942-1949, Gallimard, 1950.
- Littérature engagée, Gallimard, 1950.
- Égypte 1939, SLND [Paris, 1951].
- Et nunc manet in te, Ides et Calendes, 1951
- Ainsi soit-il ou Les Jeux sont faits Gallimard, 1952.
- Le Récit de Michel, Ides et Calendes, 1972.
- À Naples, Fata Morgana, 1993.
- Le Grincheux, Fata Morgana, 1993.
- L'Oroscope ou Nul n'évite sa destinée (scénario), Jean-Michel Place, 1995.
- Isabelle (scénario com Pierre Herbart), Lettres Modernes, 1996.
- Le Ramier, Gallimard, 2002.
- Maurice Denis et André Gide, Correspondance (1892-1945), éd. P. Masson et C. Schäffer, Gallimard, 2006.

## Obra publicada em Portugal
- Sinfonia pastoral; trad. de Roberto Ferreira. Lisboa: Livros do Brasil, 1950.
- A porta estreita; trad. de Valentim Garcia. Lisboa: Livros do Brasil. 1950; Lisboa: Cavalo de Ferro, 2022.
- A escola de mulheres; trad. A. Vieira d'Areia. Lisboa: Livros do Brasil, 1955.
- Isabel; trad. Joäo Pedro de Andrade. Lisboa: Estúdios Côr, 1958.
- Os moedeiros falsos; trad. Maria Isabel Saraiva. Lisboa: Portugália, 1960.
- O processo de Franz Kafka (André Gide e Jean Louis Barrault); trad. José Esteväo Sasportes. Lisboa : Presença, 1962.
- A confidência imperfeita; trad. de António Ramos Rosa. Lisboa: Livros do Brasil, 1966.
- O regresso do filho pródigo. Lisboa: Revista Ficções nº11, Tinta Permanente, 2005.
- Os meus Oscar Wilde; trad. Aníbal Fernandes. Lisboa: Sistema Solar, 2020.
- Paludes; trad. Aníbal Fernandes. Lisboa: Sistema Solar, 2021.
- O Imoralista; trad. Diogo Paiva. Lisboa: Cavalo de Ferro, 2022.

## Obra publicada no Brasil (lista parcial)
- A escola das mulheres. ("L'ećole des femmes") Porto Alegre: Globo, 1944.
- A porta estreita ("La porte étroite") Rio de Janeiro: Nova Fronteira. 1984.
- A sinfonia pastoral ("La simphonie pastorale") Rio de Janeiro: Francisco Alves. 1985.
- A tentativa amorosa in A volta do filho pródigo. Rio de Janeiro: Nova Fronteira. 1984.
- A volta do filho pródigo. Rio de Janeiro: Nova Fronteira. 1984.
- Betsabé in A volta do filho pródigo. Rio de Janeiro: Nova Fronteira. 1984.
- Córidon. 2. ed. Rio de Janeiro: Nova Fronteira. 1985.
- De volta da U.R.S.S. Rio de Janeiro: Vecchi. 1937.
- El Hadj in A volta do filho pródigo. Rio de Janeiro: Nova Fronteira. 1984.
- Filoctetes in A volta do filho pródigo. Rio de Janeiro: Nova Fronteira. 1984.
- Isabel ("Isabelle") Rio de Janeiro: Nova Fronteira. 1985.
- O imoralista ("L'imoraliste") São Paulo: Círculo do Livro. 1991.
- O tratado de Narciso in A volta do filho pródigo. Rio de Janeiro: Nova Fronteira. 1984.
- Os frutos da terra. Rio de Janeiro: Nova Fronteira. 1982. ISBN 85-209-1510-8.
- Os moedeiros falsos ("Les faux monnayeurs") Rio de Janeiro: Francisco Alves. 1983.
- Os novos frutos in Os frutos da terra seguido de Os novos frutos. 2. ed. Rio de Janeiro: Nova Fronteira. 1982.
- O pensamento vivo de Montaigne. São Paulo: Martins/Edusp. 1975.
- Os subterrâneos do Vaticano. São Paulo: Abril Cultural. 1982.
- Paludes. Rio de Janeiro: Nova Fronteira. 1988.
- Pântanos. Rio de Janeiro: Civilização Brasileira. 1972.
- Retoques ao meu De volta da U.R.S.S. Rio de janeiro: Vecchi.
- Se o grão não morre 7. ed. Rio de Janeiro: Nova Fronteira. 2004. ISBN 85-209-1511-6.
- O pombo-torcaz São Paulo: Estação Liberdade, 2009. ISBN 978-85-7448-162-3.